# Mis primeras grabaciones
Albums de Selena
The New Girl In Town
(1985)
Mis primeras grabaciones (en français : Mes premiers enregistrements) est le premier album de la chanteuse Selena sous le label Freddie Records. Quand cet album est sorti en 1984, il s'appelait Selena y los Dinos. Cet album ne s'est pas bien vendu bien que la chanson Ya se va passait régulièrement à la radio. L'album est ressorti sous le nom de Mis primeras grabaciones en 1995 quand le père de Selena a racheté les droits au label Freddie Records.

## Pistes Audio
1. Ya se va
2. Cruzaré la montaña
3. Se acabo aquel amor
4. Ya lo sé que tu te vas
5. Parece que va a llover
6. Tres veces no
7. Give me one more chance
8. Tu solamente tu
9. Lo tanto que te quiero
10. Call me